# Schokland

Karte des ehemaligen Schokland

Schokland ist eine ehemalige Insel in den Niederlanden. Lange Zeit lag Schokland in einer Meeresbucht, der Zuiderzee. Durch den Abschlussdeich wurde diese Meeresbucht im Jahr 1932 zu einem Binnengewässer, dem IJsselmeer. Im Rahmen der Zuiderzeewerken legte man einen Teil des Gewässers trocken: So entstand der Noordoostpolder (1940/42). Schokland und eine weitere Insel, Urk, machte man bei dieser Gelegenheit zum Teil des neuen Festlandes. Mit der Gemeinde Noordoostpolder gehört das Gebiet von Schokland heute zur Provinz Flevoland.

Bei der Trockenlegung des Noordoostpolder war Schokland kaum noch bewohnt. Nach Überschwemmungen im 19. Jahrhundert hatte die Regierung die Insel 1859 räumen lassen. Auf Schokland befanden sich nur noch der Leuchtturmwächter und weitere Staatsbedienstete. Die ehemaligen Bewohner der Insel hat man u. a. in der Schokkersbuurt angesiedelt. Sie wurde bei der Stadt Kampen eingerichtet, die gegenüber der Insel auf dem Festland liegt. Ein Kulturverein der Nachfahren pflegt heute das historische Erbe Schoklands. Im Gegensatz zu Schokland blieb die Nachbarinsel Urk dauerhaft besiedelt.
Das Gebiet des ehemaligen Schoklands wurde zwischen zwei neuen Dörfern aufgeteilt:
- Westlich des Gebietes liegt Nagele, das seinen Namen von einer Insel erhielt, die schon im Mittelalter untergegangen ist.
- Östlich liegt Ens, benannt nach den Siedlungen auf dem südlichen Teil der früheren Insel Schokland.

Seit dem 1. November 2008 hat Schokland jedoch den Status eines eigenen Dorfes und erhielt auch eine Postleitzahl: 8319. Das Gebiet wird von der Stiftung Flevolandschap verwaltet und hat eine Fläche von etwa 150 Hektar. Am 1. Januar 2021 lebten 5 Menschen auf Schokland.
Das Gebiet wurde 1995 in die Liste des UNESCO-Welterbes aufgenommen. Das liegt nicht nur an der besonderen Siedlungsgeschichte, sondern auch an archäologischen Funden. Bei der ehemaligen Middelbuurt mit der Enser Kirche von 1834 steht heute das Museum Schokland.

## Geologie

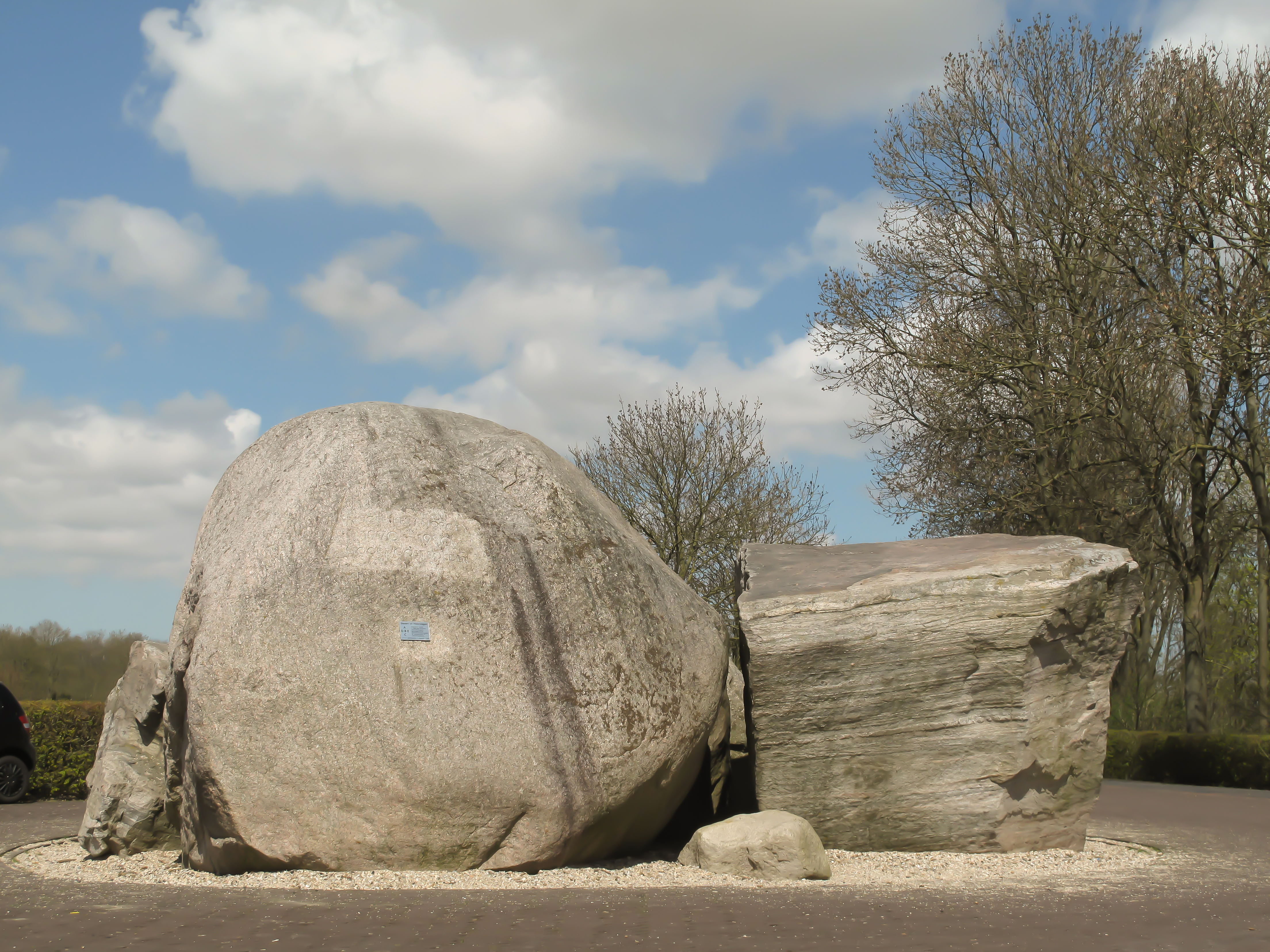
Die Zwerfsteen – Findlinge in Schokland

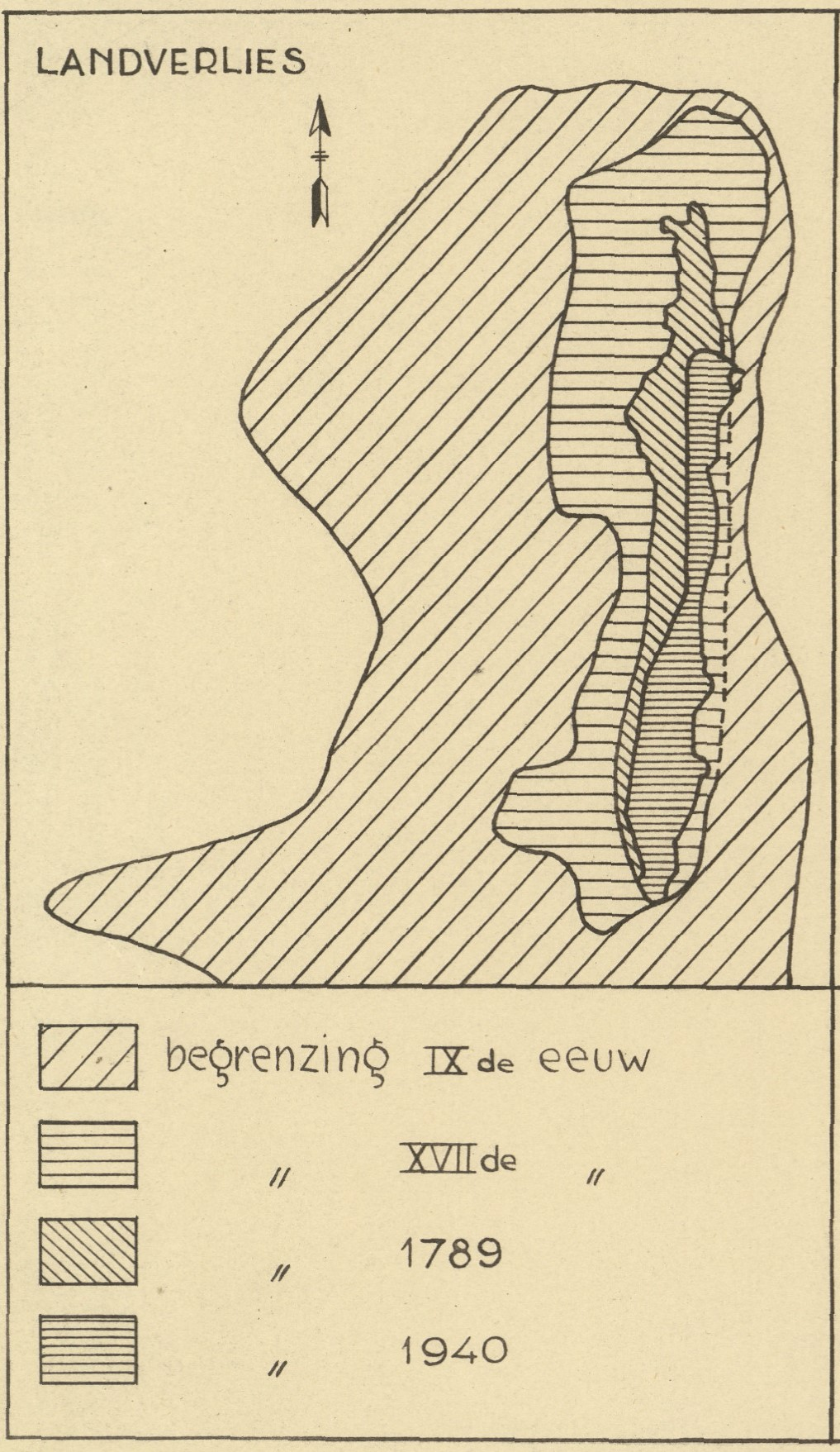
Landverluste im Laufe der Zeit

Der Untergrund von Schokland ist grauer, sandiger, kieselhaltiger Geschiebelehm als Überbleibsel einer Seitenmoräne, auf der auch Texel, Wieringen, Urk und Vollenhove liegen, aus dem Saale-Komplex von vor 150.000 Jahren. Während der letzten Eiszeit wurde dieser mit einer Schicht aus Flugsand bedeckt, obwohl im Schokkerbos der Geschiebelehm noch als Klumpen an der Oberfläche liegt. Im Süden und Norden flossen die IJssel und die Vechte, so dass sich dort Flussdünen aus dem Sand bildeten, der durch die vorherrschenden Westwinde aus den umliegenden Flussbetten aufgewirbelt wurde. Die Düne entlang des Vechtekanals befindet sich an der reichen archäologischen Fundstätte Het Zand.
Während des Holozäns bildete sich unter dem Einfluss des steigenden Meeresspiegels eine zwei bis fünf Meter dicke Torfschicht. Sie führte zur Torfbildung in einem großen Gebiet in und um die Zuiderzee. Dieser Prozess dauerte bis vor 1.200 Jahren an.
Die ältesten Erwähnungen von Inseln im heutigen IJsselmeer (der Torfrest Schokland und der Geschiebemergelhügel Urk) stammen aus der Römerzeit. Schokland ist die einzige verbliebene ehemalige Torfinsel in der ehemaligen Zuiderzee. Das macht sie für Geomorphologie und Bodenkunde besonders wertvoll.

## Altes Schokland

### Verwaltung

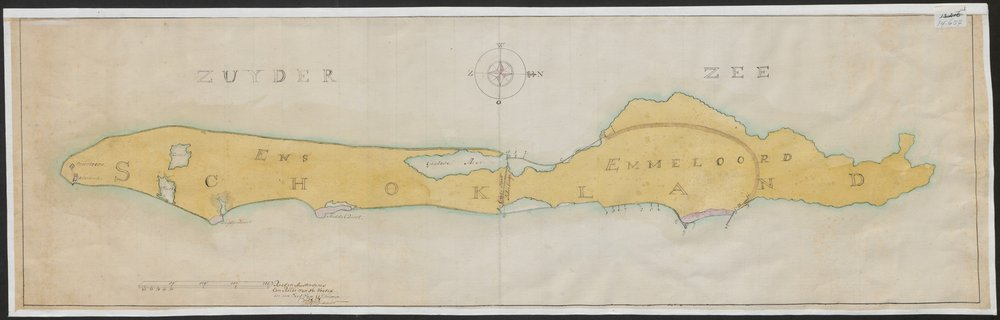
Schokland 1788. Links liegt die Verwaltungseinheit Ens. Rechts im Norden liegt die Altsiedlung Emmeloord. Nicht zu verwechseln mit der heutigen Stadt Emmeloord, dem Hauptort der Gemeinde Noordoostpolder. Der Hauptort erhielt den Namen der ehemaligen Inselsiedlung

Bis zum Beginn des 19. Jahrhunderts sprach man von Emmeloord und Ens und meinte damit die gleiche Insel. Emmeloord umfasste den nördlichen Teil und fiel unter Holland, Ens umfasste den südlichen Teil und fiel unter Overijssel.
Im Mittelalter gehörte der nördliche Teil von Emmeloord den Herren von Kuinre, welche die Insel als Stützpunkt für ihre Raubzüge nutzten. Sie prägten dort sogar ihre eigenen Münzen. Nachdem es lange Zeit in Privatbesitz war, wurde Emmeloord 1660 von der Stadt Amsterdam gekauft. In kirchlicher Hinsicht gehörte es zum Erzbistum Deventer. Seit dem 17. Jahrhundert stand in Emmeloord eine katholische Kirche.
Im südlichen Teil des Ens gab es zwei Wohngebiete: Middelbuurt (oder Molenbuurt) und das kleinere De Zuidert. Außerdem gab es die Südspitze (Zuidpunt) mit einem Friedhof und einem Leuchtturm.
In der französischen Zeit, im Jahr 1806, wurden die beiden Teile der Insel unter dem Namen Schokland zu einer Verwaltungseinheit zusammengefasst. Der Name Schokland leitet sich wahrscheinlich von „schokke“ ab, einem Schilfpflug oder einem getrockneten Stück Kuhdung, das als Brennstoff diente. Da Schokke als Torf für die Armen galt, muss es sich um einen Spottnamen gehandelt haben.

### Sprache, Religion und Kultur

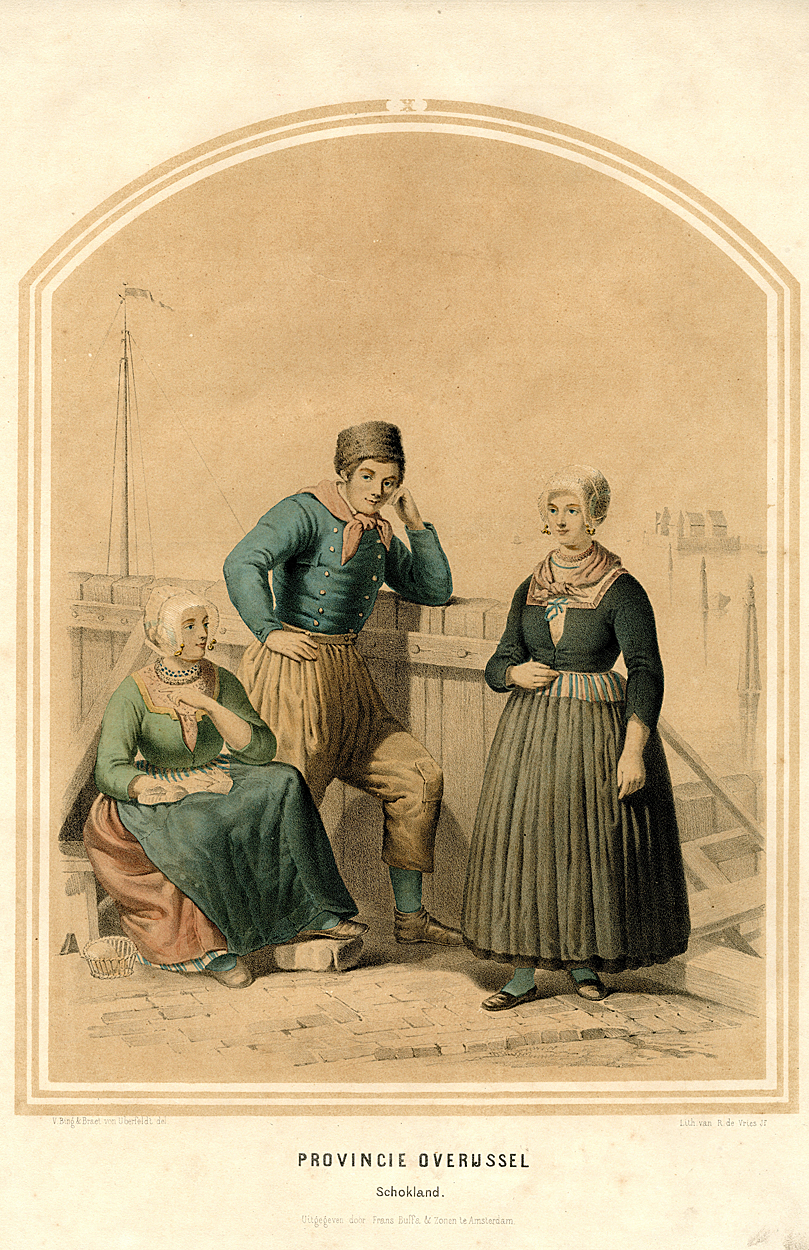
Mann und Frauen in traditioneller Tracht, um 1850

Aufgrund der Abgeschiedenheit hatte die Bevölkerung von Schokland ihre eigene Kultur und sprach auch ihre eigenen Dialekte, die als Schokkers bekannt sind. Tatsächlich gab es zwei Dialekte: Das nördliche Emmeloords war stark mit Urkers verwandt, und das südliche Ensers war Huizers sehr ähnlich. Dies verdeutlicht die gegenseitige Isolation, in der die beiden Religionsgemeinschaften lebten. Beide Varianten gehörten zur niedersächsischen Dialektgruppe.
Die Teilung der Insel im Laufe der Jahre hat auch zu religiösen Unterschieden geführt. Nach der Reformation trat der Großteil des südlichen Teils mit Overijssel zum Protestantismus über, während der nördliche Teil fast vollständig katholisch blieb. Dies war möglich, weil Amsterdam, zu dem der Norden mit Emmeloord gehörte, der Religion gegenüber toleranter war und wenig Druck auf die Bevölkerung ausübte, protestantisch zu werden.
Die Protestanten fürchteten den Einfluss des katholischen Emmeloord und verboten ihren Kindern, bei katholischen Familien zu arbeiten oder zu leben. Mischehen kamen nicht in Frage. Die Protestanten besuchten zunächst die mittelalterliche Kirche an der Südspitze (Zuidpunt), bis 1717 eine neue Kirche in Middelbuurt gebaut wurde. Die alte Kirche an der Südspitze war baufällig und wurde später abgerissen. An der Südspitze wurde nur noch der Friedhof genutzt.
Auf der Insel gab es drei Standorte von Kirchen:
- Am Zuidpunt (Südspitze) gab es seit dem Mittelalter eine Kirche, die Ensenerkerk. Sie wurde von den Protestanten bis 1717 verwendet. Die baufällige Kirche wurde später abgerissen, und man nutzte am Zuidpunt nur noch den Friedhof. Heute sieht man dort noch die Umrisse.
- Im Jahr 1717 erhielt Middelbuurt eine Kirche für die Protestanten. Sie entstand neben der Pastorie von 1650 und war aus Holz, auf einem steinernen Unterbau stehend. Nach Schäden in der Flut von 1825 war sie abrissreif. Im Jahr 1834 wurde sie durch die heutige Enserkerk ersetzt. Man nennt sie auch Waterstaatkerk, da sie vom Staat mitfinanziert und von einem Ingenieur von Waterstaat entworfen wurde. (Waterstaat heißt die staatliche Behörde für die Wasserorganisation.) Heute sind in dieser Kirche Ausstellungsräume.
- Im katholischen Emmeloord stand eine Kirche, die 1859 Stein für Stein abgebaut wurde. In Ommen in Overijssel baute man sie wieder auf. Ab 1861 war sie wieder im Gebrauch. Im Jahr 1940 wurde diese Kirche in Ommen zugunsten eines Neubaus abgerissen.

Eine Vereinigung von Nachkommen der Schokkers, die Schokkervereniging, wurde 1985 gegründet und hatte 2008 750 Mitglieder. Sie wahrt die Interessen von Schokland und der Schokkers. Besonders bekannt sind die Schokker-Tracht und der Schokker-Tanz. Letzterer stammt von der Begebenheit, dass Nord- und Südteil am Ende nur noch durch einen schmalen Damm miteinander verbunden waren. Wollten zwei Passanten aneinander vorbei, fassten sie sich an den Hüften und wechselten springend den Platz.

### Wirtschaft
Seit jeher war Schokland ein wichtiger Orientierungspunkt für die Schifffahrt in der Zuiderzee. Die Insel lag an der Mündung der IJssel an einer viel befahrenen Schifffahrtsstraße. Bei Stürmen suchten die Schiffe Schutz auf der Ostseite der Insel. Die hier ankernden Skipper kamen regelmäßig mit kleinen Booten an Land. Das lieferte Abwechslung und wirtschaftliche Kontakte.
Im Jahr 1915 wurde eine Fischauktion eingerichtet. Diese war bis zum Ende der Zuiderzee im Jahr 1932 in Betrieb.

## Ende der Bewohnung

### Sturmflut von 1825

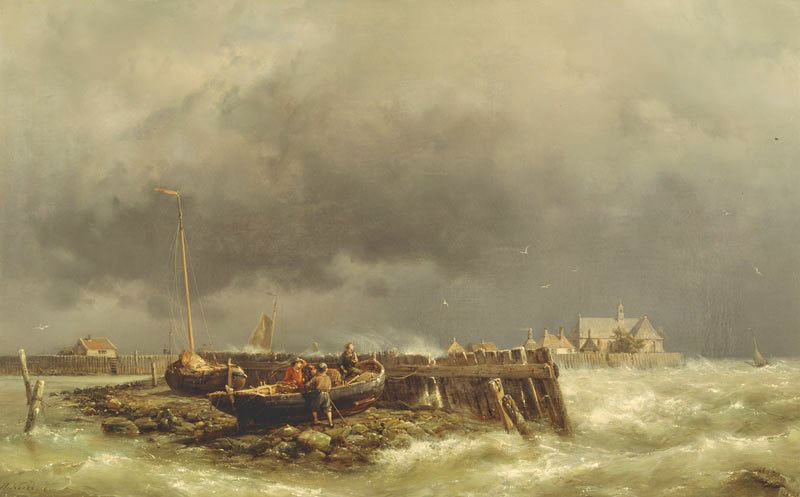
Schokland von Hermannus Koekoek Jr. einige Jahre vor der Räumung. Im Vordergrund De Zuidert, im Hintergrund Middelbuurt mit Kirche.

Im Mittelalter war Schokland viel größer als heute. Schwere Stürme und Landerosion ließen die Insel immer kleiner werden. Während der Sturmflut von 1825 wurde Schokland schwer getroffen. Die gesamte Insel wurde überflutet. Mehr als zwei Kilometer Deich wurden zerstört und die Pfähle schwer beschädigt, ebenso wie die beiden Kirchen. Auch der Leuchtturm an der Südspitze wurde vollständig zerstört. Die Bewohner mussten sich auf die Dachböden ihrer Häuser retten. Es gab 13 Todesopfer, 20 Häuser wurden weggeschwemmt und Dutzende weitere schwer beschädigt.

### Räumung 1859
Im Jahr 1855 wurde die Zuiderbuurt wegen des Landverlustes geräumt. Aufgrund der Unsicherheit und weil der Unterhalt der Insel zu teuer war, wurde die gesamte Insel 1859 auf Anordnung der Regierung evakuiert. Der Grund für die Vertreibung war auch die Armut; seit Beginn des 19. Jahrhunderts war die Fischerei kaum noch lebensfähig und Schokland die ärmste Gemeinde der Niederlande. Es gab regelmäßige Sammlungen für die Schokkers. Man nimmt an, dass auch die Inzucht auf der Insel eine Rolle gespielt hat.
Am 1. März 1859 verkündete Bürgermeister Gerrit Jan Gillot auf Plakaten vor dem Rathaus von Schokland, dass die Bewohner die Insel innerhalb von vier Monaten verlassen müssten. Zu dieser Zeit lebten dort etwa 650 Menschen. Die Einwohner hatten ihre Häuser zu zerstören; das Holz durften sie als Baumaterial mit aufs Festland nehmen.
Obwohl eine große Mehrheit der Inselbevölkerung katholisch war, wurde nur ein kleiner Teil der Einwohner ins katholische Volendam evakuiert. Die meisten zogen nach Vollenhove und in das Dorf Brunnepe bei Kampen, wo die Schokkerbuurt (Schokker-Viertel) errichtet wurde. Ein Teil dieses Viertels ist übrigens im Zuiderzee-Museum in Enkhuizen rekonstruiert worden.
Noch vor der Räumung wurde die Gemeinde Schokland durch königlichen Erlass vom 16. Dezember 1858 mit Wirkung vom 10. Juli 1859 aufgelöst und das Gebiet der Gemeinde Kampen zugeschlagen.

## Von der Räumung bis zur Trockenlegung, 1859–1942

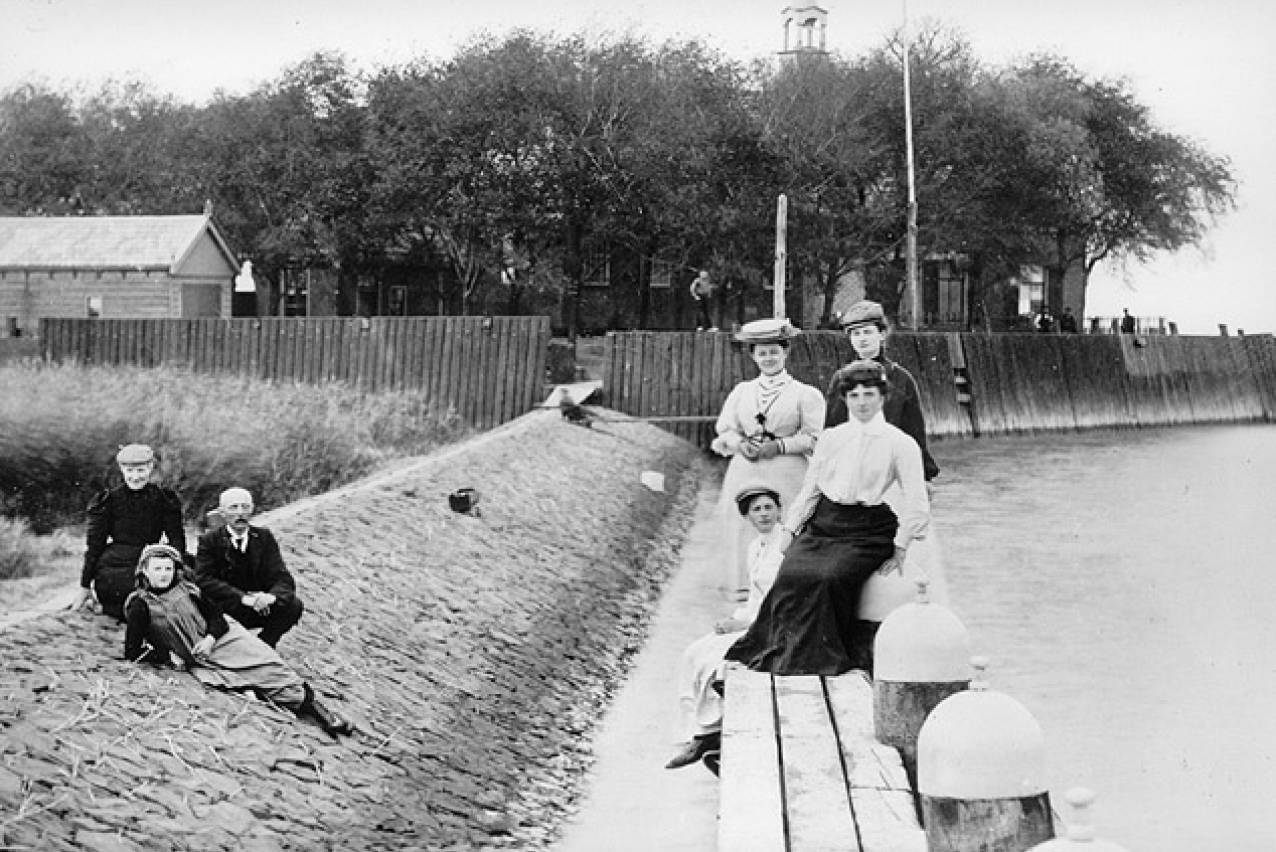
Ausflügler im Jahr 1907 bei der Middelbuurt. Im Hintergrund erkennt man den Turm der Enserkerk von 1834.

### Nutzung der geräumten Insel
Anders als befürchtet wurde die Insel nach 1859 kaum noch kleiner und war selten von Stürmen bedroht. Wegen der Räumung wohnten nur noch wenige Regierungsbeamte auf der Insel: ein Leuchtturmwärter an der Südspitze, ein Arbeiter zur Instandhaltung der Küstenbefestigung in der Middelbuurt und einige Hafenmeister im Hafen bei Emmeloord.
Der Hafen wurde noch regelmäßig angelaufen, und auf einer Fischauktion in Emmeloord wurde sogar Fisch gehandelt. Jedes Jahr kamen Saisonarbeiter auf die Insel: Deicharbeiter und Zuckerrohrschneider, die in der Kirche von Middelbuurt Unterkunft fanden. Schokland wurde auch ein beliebtes Ziel für Tagesausflügler aus Kampen und Urk.

### Landgewinnung

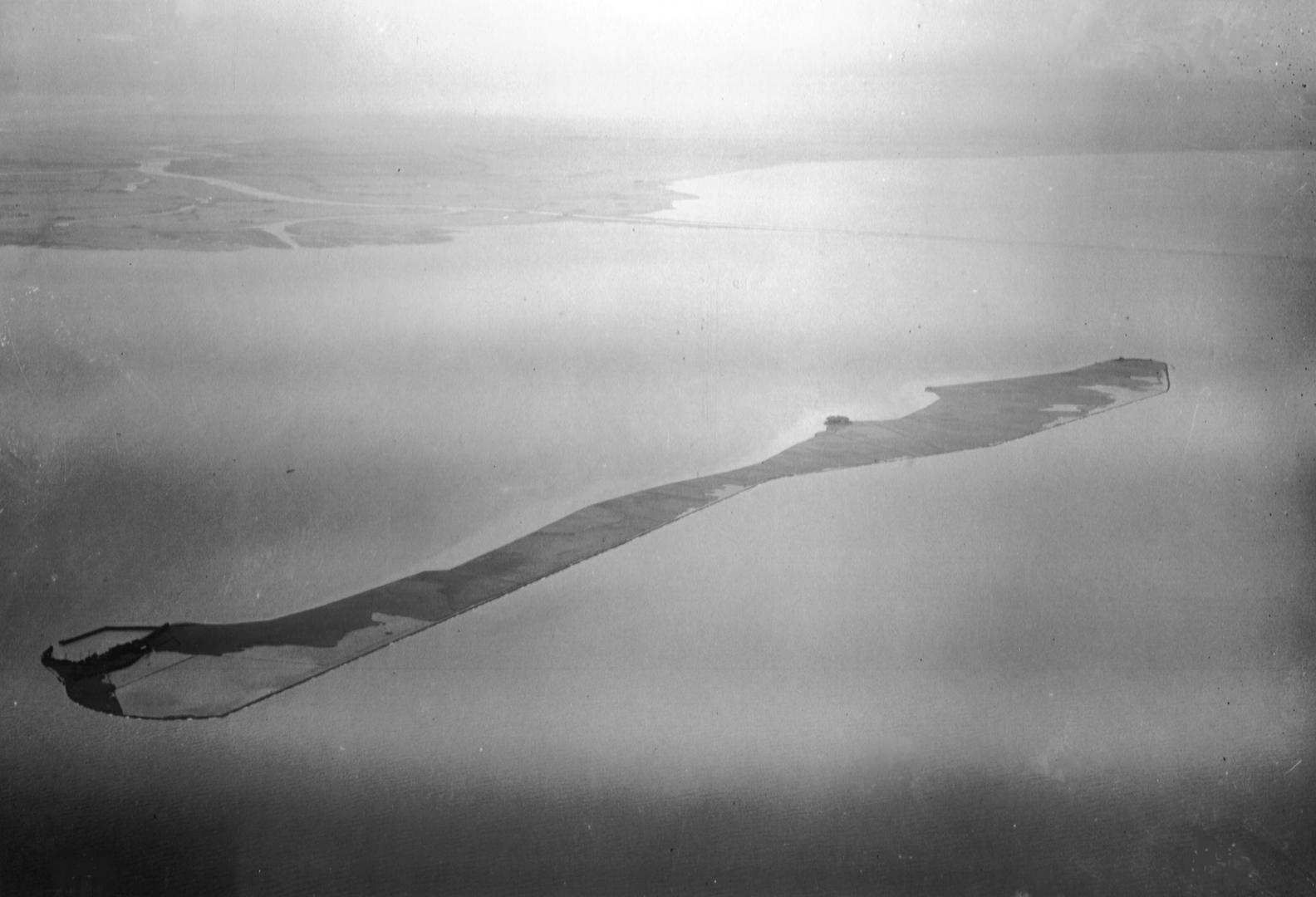
Schokland 1933; die Spitze links unten im Bild ist die Nordspitze.

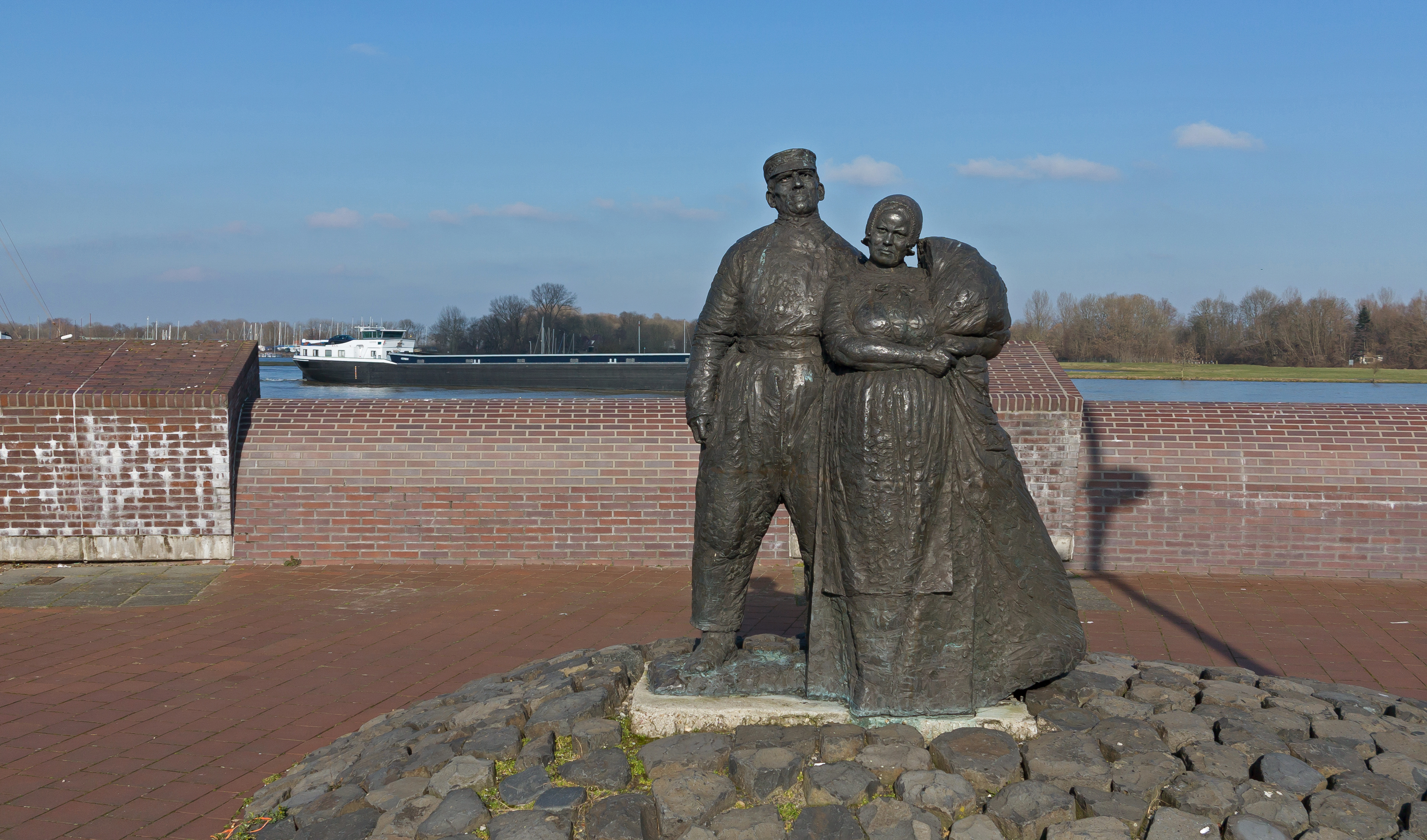
Das Schokkermonument in Kampen auf dem Festland

Bis 1932 lag Schokland in der Zuiderzee, die nach der Fertigstellung des Abschlussdeiches im Jahr 1932 zum IJsselmeer wurde.
Nachdem der Deich um den Noordoostpolder 1940 geschlossen worden war, begann man, den Polder auszupumpen. Als der Noordoostpolder 1942 urbar gemacht wurde, war die Insel vollständig von Land umgeben. Im selben Jahr wurde Schokland Teil der neu gegründeten Gebietskörperschaft Noordoostelijke Polder. Die Arbeiten zur Urbarmachung wurden vom Lager Schokland aus durchgeführt, das für die Arbeiter eingerichtet wurde.
Das neue Polderland, das die ehemalige Insel umgibt, liegt tiefer als Schokland. Naturgemäß sank dadurch der Grundwasserspiegel auf der ehemaligen Insel. Folglich oxidierte der Torf und wurde durch die Absenkung kompakter. Die Oberfläche der Insel ist also seit der Urbarmachung bereits um etwa eineinhalb Meter gesunken. Solche Absenkungen lassen sich nicht rückgängig machen: Wenn der Torf nass wird, dehnt sich der Untergrund nicht mehr aus. Seit den 1990er Jahren gibt es Pläne, die Ostseite der ehemaligen Insel aufzuschütten, um ein weiteres Absinken und die Absenkung des alten Inselgebietes zu verhindern.

## Heutige Situation und Wissenswertes

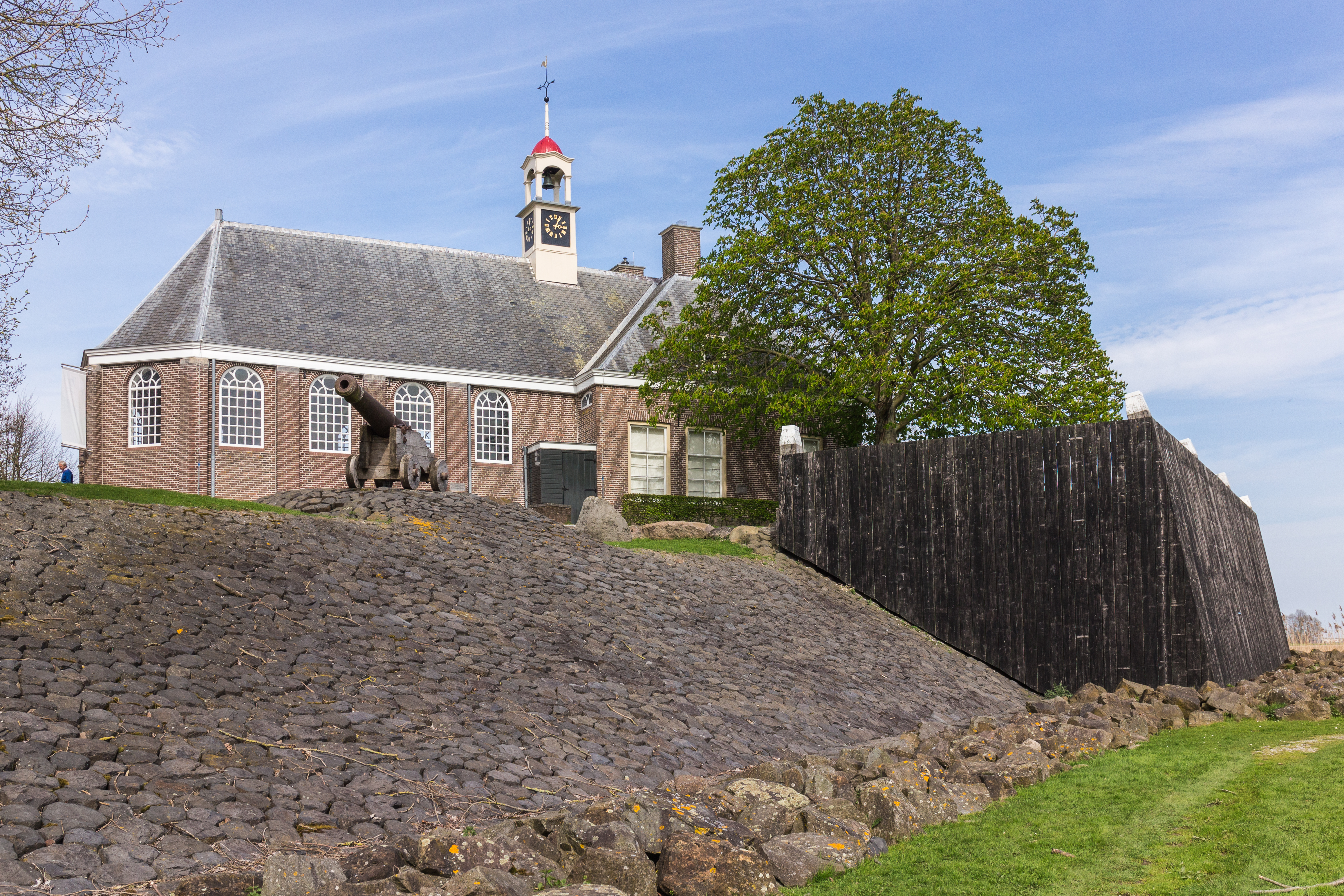
Die Waterstaatskerk von 1834. Sie wurde in Middelbuurt an Stelle einer älteren Kirche errichtet. Heute steht sie auf dem Gelände des Museum Schokland. In der Kirche befindet sich eine Ausstellung. Das Gras auf dem Bild befindet sich auf ehemaligem Meeresboden.

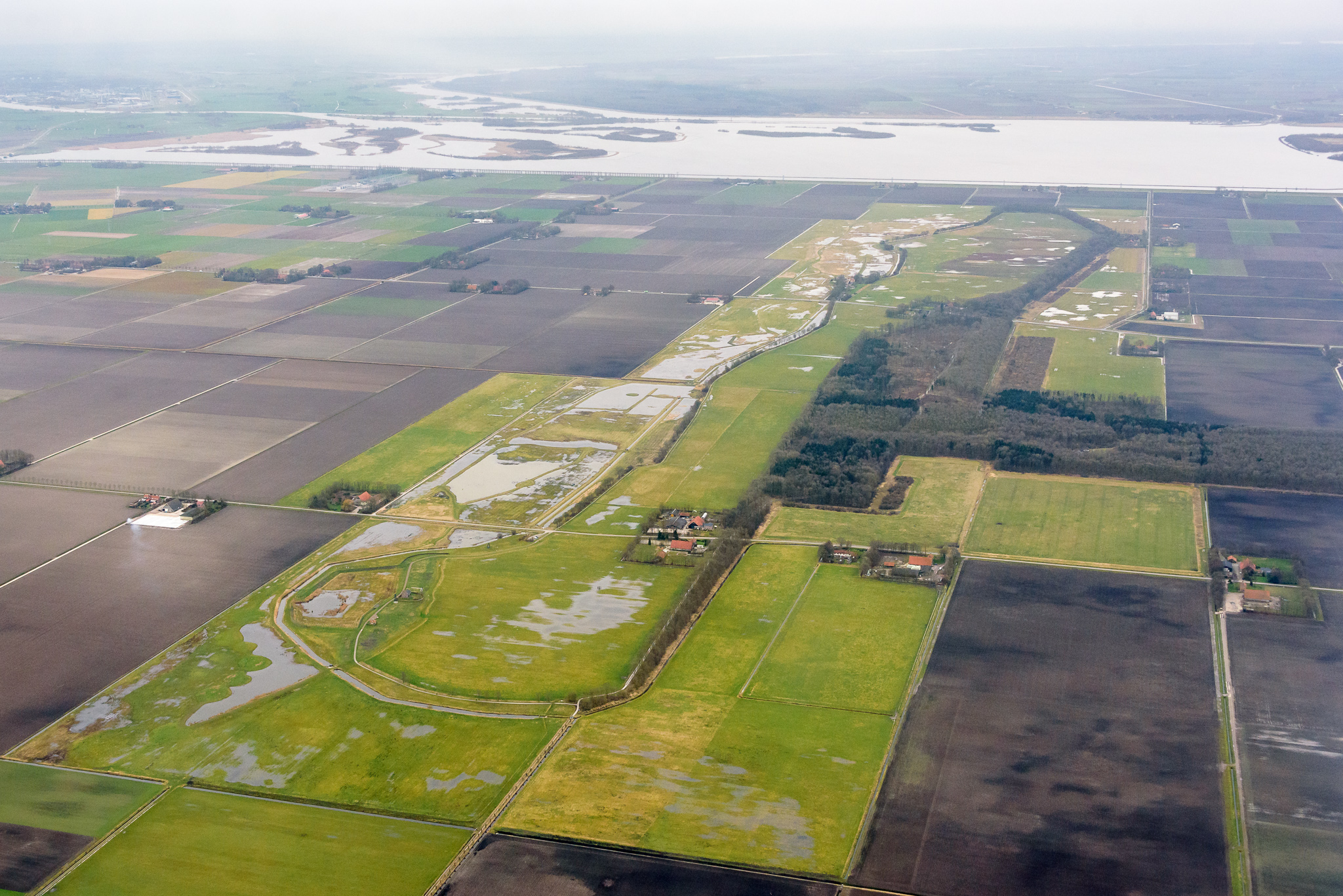
Schokland aus der Luft. Das Bild blickt von Norden Richtung Süden; das Gewässer ist das Ketelmeer südlich des Noordoostpolder. Vorn links im Bild sieht man den nachempfundenen Hafen von Emmeloord. Die übrigen Gebäude im Vordergrund sind Bauernhöfe, die nach der Trockenlegung gebaut wurden. Die Umrisse der alten Insel sind teilweise mit Alleen angedeutet.

In den 1980er Jahren wurden um den Hügel der Middelbuurt mehrere Holzhäuser im Zuiderzee-Stil für das eigentliche Museum Schokland gebaut. Es beherbergt eine Dauerausstellung über die Geschichte von Schokland und seiner Umgebung. Auf dem Museumsgelände steht die Enserkerk (Waterstaatskerk) von 1834.
Südlich gibt es einen Wanderweg zur ehemaligen Siedlung De Zuidert. Im Jahr 2003 wurde dort ein Brunnen restauriert. Noch weiter südlich kommt man zu den Überresten einer weiteren Kirche am Zuidpunt, dem Südpunkt der Insel. Nördlich des Museumsgeländes wiederum ist Emmeloord ansatzweise rekonstruiert, mit einigen Gebäuden, einer Nachbildung des Walles und einer Andeutung des Hafens.
Es gibt einen Steingarten, in dem Steine aus der Eiszeit besichtigt werden können.
Am 30. Juni 2007 wurde die Schokland-Vereinbarung auf Schokland vorgestellt. Dabei geht es um die niederländische Umsetzung der Millenniums-Entwicklungsziele.
Im Jahr 2007 wurde das Kunstwerk Marking cemetery Emmeloord von Annet Bult und Marianne Meinema auf der Lichtwachterswoning installiert. Darin sind Nachnamen enthalten, die typisch für Schokland sind.

## Literarisches
- Das Schicksal von Schokland wurde von Harry Mulisch in der Novelle De sprong der paarden en de zoete zee (Der Pferdesprung und das süße Meer, 1955) verarbeitet.
- Das Leben und die Evakuierung von Schokland wird in dem Buch Het leugenschip van Schokland (Das lügende Schiff von Schokland, 1987) von Jacob Starreveld beschrieben.

## Belege
1. ↑  Tabel: Bevolking; maandcijfers per gemeente en overige regionale indelingen, 1. Januar 2021, Centraal Bureau voor de Statistiek, Voorburg/Heerlen. Abruf am 23. April 2022.
2. ↑  Leven met de Vecht: Schokland-P14 en de Noordoostpolder in het neolithicum en de bronstijd; Deel III: Schokland-P14: landschapselementen en stratigrafie (pdf), T.J. ten Anscher, 2012. Abruf am 23. April 2022.
3. ↑  1 november Schokland weer op de kaart. Blikopnieuws.nl, 27. Oktober 2008. Abruf am 23. April 2022.

Koordinaten: 52° 38′ 18,9″ N, 5° 46′ 21,1″ O